# Chlamydogobius micropterus
 Chlamydogobius micropterus és una espècie de peix de la família dels gòbids i de l'ordre dels perciformes.

## Morfologia
- Els mascles poden assolir 3 cm de longitud total.[1][2]

## Hàbitat
És un peix d'aigua dolça, de clima tropical i demersal.

## Distribució geogràfica
Es troba a Austràlia: Queensland.

## Observacions
És inofensiu per als humans.